# Serge Nubret
Serge „The Black Panther” Nubret (ur. 6 października 1938 w Anse-Bertrand, zm. 19 kwietnia 2011 w Paryżu) – francuski profesjonalny kulturysta, zwany Czarną Panterą, nagradzany wieloma prestiżowymi tytułami sportowymi, min. IFBB Mr. Europe (1970) czy NABBA Mr. Universe (1976).

## Życiorys
Urodził się w Anse-Bertrand na Gwadelupie, jednej z wysepek należących do francuskiej części Karaibów. Gdy miał 12 lat wraz z rodziną przeniósł się do Paryża, aby realizować swoje stypendium i odkrył kulturystykę. Startował w niższej kategorii wagowej, w której limit wynosił wtedy 202 funty, czyli 92 kg. Zdobył tytuły Mr. Europe (1966), Mr. Universe (1976) i Mr. World (1977). Był także na trzecim miejscu w konkursie Mr. Olympia (1973) i zajął drugie miejsce w 1975 roku, za Arnoldem Schwarzeneggerem. 
Zagrał także w kilku filmowych produkcjach, m.in. włoskiej mitologicznej komedii z cyklu „miecz i sandał” Przybycie tytanów (The Titans, 1962) z Giuliano Gemmą, Fernando Reyem i Pedro Armendáriza, Gordian Mściciel (Goliath e la schiava ribelle, 1963) u boku Gordona Scotta, Czerwone berety (Sette baschi rossi, 1969) z Ivanem Rassimovem i Kirkiem Morrisem, Gliniarz (Un condé, 1970) z Michelem Bouquetem, Giannim Garko i Adolfo Celim, Cezar i Rozalia (César et Rosalie, 1972) z Yvesem Montandem oraz dramacie sensacyjnym Zawodowiec (Le professionnel, 1981) Jeanem-Paulem Belmondo. Pojawił się też jako masażysta w miniserialu CBS Grzechy (Sins, 1986) u boku Joan Collins i Timothy'ego Daltona. W 1976 założył własną federację WABBA (World Amateur Body Building Association). 
W wieku 70 lat Nubret nadał trenował i był w doskonałej formie do czasu pojawienia się problemów zdrowotnych. W marcu 2009 doznał udaru mózgu i zapadł w śpiączkę. Diagnozą była hipoglikemia i uszkodzenie trzustki. Po wyjściu ze szpitala został umieszczony w domu starców. Pozostał w stanie wegetatywnym przez dwa lata, aż do śmierci. Zmarł 19 kwietnia 2011 roku, w wieku 72 lat.

## Tytuły
- 1958 – Mr. Guadeloupe – 1. miejsce
- 1960 – IFBB World Most Muscular Man – 1. miejsce
- 1963 – NABBA Pro Mr. Universe – 2. miejsce
- 1964 – NABBA Pro Mr. Universe – 2. miejsce
- 1969 – NABBA Pro Mr. Universe – 3. miejsce
- 1969 – IFBB Mr. World – 2. miejsce
- 1970 – IFBB Mr. Europe – 1. miejsce
- 1972 – IFBB Mr. Olympia – 3. miejsce
- 1973 – IFBB Mr. Olympia – 3. miejsce
- 1974 – IFBB Mr. Olympia w wadze ciężkiej – 3. miejsce
- 1975 – IFBB Mr. Olympia w wadze ciężkiej - 2. miejsce
- 1976 – NABBA Pro Mr. Universe – 1. miejsce
- 1976 – WBBG Mr. Olympus – 2. miejsce
- 1977 – NABBA Pro Mr. Universe - 2. miejsce
- 1977 – Mr. Olympus, WBBG – 1. miejsce
- 1977 – WBBG Pro Mr. World – 1. miejsce
- 1978 – NABBA Pro. Mr. Universe - 2. miejsce
- 1981 – Pro WABBA World Championships – 1. miejsce
- 1983 – Pro WABBA World Championships – 1. miejsce

## Filmografia

### Filmy fabularne
- 1962: Przybycie tytanów (The Titans) jako Rator
- 1963: Gordian Mściciel (Goliath e la schiava ribelle) jako Milan
- 1964: Un gosse de la butte jako Vincent
- 1965: Der Fluch des schwarzen Rubin jako Pongo
- 1969: Sette baschi rossi jako Martinez
- 1970: Un condé jako Le Noir
- 1972: Cezar i Rozalia (César et Rosalie)
- 1974: Impossible... pas français
- 1975: Les demoiselles à péage
- 1977: Kulturyści w roli samego siebie
- 1978: La Part du feu
- 1979: Nous maigrirons ensemble jako kulturysta w siłowni
- 1981: Zawodowiec (Le professionnel) jako pielęgniarz na procesie

### Seriale TV
- 1968: Przygody Tomka Sawyera (Les aventures de Tom Sawyer) jako Jim 'Nigger-Jim'
- 1976: ABC's Wide World of Sports w roli samego siebie
- 1967: Salle n° 8 jako Mamadou
- 1980: Petit déjeuner compris jako Sissou Lemarchand
- 1984: Série noire jako Pierrot
- 1986: Grzechy (Sins) jako masażysta